# UWC Dilijan College
UWC Dilijan College (UWCD) ist eines der 18 United World Colleges. Es ist das erste internationale Internat in Armenien. Am College sollen das Streben nach Frieden, der bewusste Umgang mit der Natur und internationale Verständigung nicht nur abstrakte Begriffe bleiben, sondern im täglichen Leben erfahren werden. Dazu wohnen, leben und lernen ca. 100 Schüler aus über 50 Ländern und allen sozialen Schichten mit ihrem jeweiligen kulturellen, religiösem und politischen Einstellungen in einer dorfähnlichen Gemeinschaft zusammen. Alle Schüler werden von den unabhängigen UWC Nationalkomitees ausschließlich nach Eignung und Begabung ausgewählt. Stipendien stellen sicher, dass das Einkommen der Eltern bei der Vergabe keine Rolle spielt.
Nach zwei Jahren College kann der International Baccalaureate erworben werden. Ab 2017 sollen auch Schüler der 8. Klasse ab 13 Jahre aufgenommen werden. Das akademische Programm wird dann um das IGCSE erweitert.

## Das College
Das Schulgebäude befindet sich auf halbem Weg zwischen den Hauptstädten Armeniens und Georgiens. Das College wurde auf einem 88 ha großen Gelände am Rande des Dilijan Nationalparks errichtet. Es wurde nach Plänen des Londoner Architekten Tim Flynn gebaut.
Die Schule wurde nach modernsten ökologischen Standards gebaut. Neben der Nutzung erneuerbarer Energien und dem Einsatz modernster Technologien wurden auch lokale Materialien und Bauweisen eingesetzt.

## Akademische Ausrichtung
Gelehrt wird in englischer Sprache nach den Lehrplänen der International Baccalaureate Organisation in Genf. Sport, Kunst und Musik sind integraler Bestandteil des Angebotes. Dies gilt auch für „Community Services“. Durch diese Dienste werden die Schüler dazu anregt, sich für ihre Schule, die umliegende Gemeinschaft und ihre Umwelt zu engagieren. Am Ende der 2 Jahre steht eine Abschlussprüfung, die weltweit zentral abgenommen und bewertet wird. Das International Baccalaureate Diploma gilt als Zulassung zu den meisten Universitäten weltweit.
Nach ihrem Abschluss können sich Absolventen des Colleges um eines der Shelby Davis Stipendien bewerben, mit denen Bachelor Programme an erstklassigen US-amerikanischen Universitäten wie Princeton University, Brown University, Columbia University, Massachusetts Institute of Technology, Harvard University, Dartmouth College und  Middlebury College unterstützt werden.
Die 96 Schüler des ersten Jahrgangs kamen aus 50 Nationen, wobei 10 Schüler aus Armenien stammen. Bis zum Jahre 2020 soll die volle Kapazität der Schule von 650 Schülern erreicht werden. Dazu werden ab 2017 Schüler der achten und neunten Klasse aufgenommen, die zunächst auf das Cambridge International General Certificate of Secondary Education (IGCSE) vorbereitet werden.

## Geschichte
Die Schule geht auf die Initiative von Rouben Vardanian und seine Frau Veronika Zonabend zurück, die mehr als $115 Millionen in die Schulentwicklung investiert haben. Weitere Gründungsmäzene sind Gagik Adibekyan, Noubar und Anna Afeyan, Vladimir und Anna Avetissian sowie Oleg Mkrtchyan.
Das College wurde am 11. Oktober 2014 offiziell eröffnet. Dabei waren u. a. der armenische Präsident Sersch Sargsjan, der serbische Präsident Tomislav Nikolić sowie der oberste Patriarch der Armenischen Apostolischen Kirche Karekin II.